# Marie-Rose Dalmar
Marie-Rose Dalmar, née le 20 août 1908 à Lille, ville où elle est morte le 9 mai 1963, est une peintre française.

## Biographie
Élève de Jane Chauleur-Ozeel, elle expose au Salon des artistes français de 1929 une nature morte. 
Elle est une infirmière très active à Lille durant la Deuxième Guerre mondiale.